# Knipscheerkapel
De Knipscheerkapel is een betreedbare veldkapel tussen Alken en Sint-Joris, gelegen aan de Knipscheerstraat.
Deze kapel stamt uit 1766 en is in vakwerkbouw gebouwd. Ze komt voor op de Atlas van de Buurtwegen (1844) als Knipscheer Kapelle, maar vanouds was ze aan Sint-Aldegondis gewijd.
Het kapelletje werd door ene Noelanders gesticht. Het vierkante, witgeschilderde gebouwtje wordt gedekt door een uitstekend zadeldak. Merkwaardig is dat de ingang niet naar de straat staat gekeerd. In het kapelletje is een Mariabeeld aanwezig.